# Dendronephthya studeri
Dendronephthya studeri är en korallart som beskrevs av Ridley 1884. Dendronephthya studeri ingår i släktet Dendronephthya och familjen Nephtheidae. Inga underarter finns listade i Catalogue of Life.